# 毎日放送高石ラジオ送信所

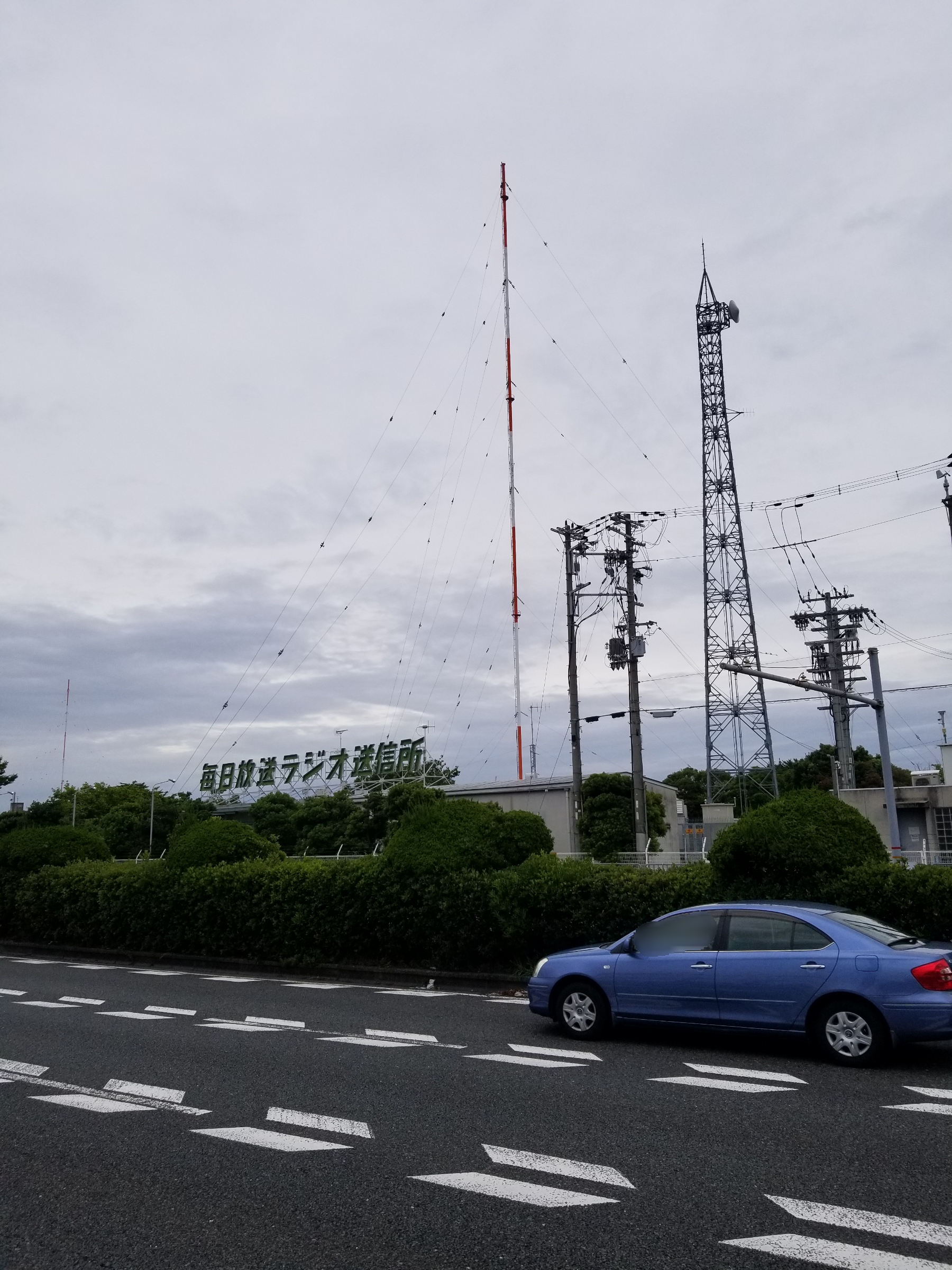
送信所全景（手前は国道26号線、左手奥に朝日放送ラジオ高石送信所のタワーが見える）

MBSラジオ高石送信所（エムビーエスラジオ たかいしそうしんじょ）は、大阪府高石市西取石にある株式会社MBSラジオの中波放送（AMラジオ放送）向け送信所（親局）。
1961年6月1日に、毎日放送（当時はラジオ・テレビとの兼営局）が運営を開始。同局のラジオ放送部門とラジオ放送免許をグループ会社のMBSラジオが2021年4月1日付で承継するまでの施設名は、毎日放送高石ラジオ送信所（まいにちほうそう　たかいしラジオそうしんじょ）だった。
1992年3月15日から2010年2月28日までは、AMステレオ放送を実施。2013年10月1日からは、送信所の敷地内で毎日放送高石太陽光発電所（まいにちほうそう たかいしたいようこうはつでんしょ）を運営している。

## 概要
毎日放送は、1950年12月27日に「新日本放送」というラジオ単営局として開局すると、1951年9月1日からAM波によるラジオの本放送を開始した。実際には試験放送の段階から苅田ラジオ送信所（大阪市住吉区苅田町4丁目）を使用していたが、本放送の開始後に電波を十分に伝播できなかったことから、送信所を大阪府泉北郡高石町（現在の高石市）へ移転させることを毎日放送への改称後に決定。1960年9月から工事へ着手した末に、翌年6月1日に高石送信所からの送信を開始した。
毎日放送が2016年3月にワイドFMの本放送を開始してからは、ラジオ放送でのオープニング・クロージングにおける局名告知のアナウンスに「大阪高石送信所」という名称を使用。2021年4月1日からは、前述した事情から、運営の主体を毎日放送から株式会社MBSラジオへ移行した。ただし、局舎には「毎日放送ラジオ送信所」という大きなネオンサイン、正面玄関には「MBS1179  毎日放送高石送信所」（「1179」は毎日放送時代の1978年11月23日からAM放送で使用している周波数）という施設名板が移行後も取り付けられている。
苅田ラジオ送信所の送信所建屋は、送信所の閉鎖後に毎日放送千里丘放送センター敷地内への移築を経て、同局の施設（集会所）として使用。送信所の跡地には、大阪府立大和川高等学校（現在の大阪府教育センター附属高等学校）が建てられた。また、高石市には朝日放送ラジオ（ABCラジオ）のラジオ送信所も所在。毎日放送より早く、朝日放送（テレビとの兼営局）時代の1960年に、送信所の機能を大阪府堺市から移している。

## 送信施設
| 周波数  | 放送局名  | 呼出符号 | 空中線 電力 | 放送対象 地域 | 放送区域 内世帯数 | 備考                        |
| ------- | --------- | -------- | ----------- | ------------- | ----------------- | --------------------------- |
| 1179kHz | MBSラジオ | JOOR     | 50kW        | 近畿広域圏    | 839万3000世帯     | アンテナタイプ：140m 円管柱 |

- 所在地： 大阪府高石市西取石6丁目6-45
- 何らかの事情で当送信所から送信できない場合や、大掛かりなメンテナンスを実施する場合には、茶屋町の本社にある予備送信所から出力1kWで送信される。以前は、吹田市の毎日放送千里丘放送センター→毎日放送千里丘ミリカセンターに予備送信所を設けていた。
- 2018年7月29日（28日深夜）午前3時半頃 - 午前6時10分まで、台風12号の影響で高石送信所に落雷があり送信塔の真下にある絶縁パネルがショートしたため、約2時間半AM放送が停止した。落雷による放送停止は同社が1951年にラジオ放送を開始して以来初めて。記録に残る放送停止は、2010年3月の人為的なミスによる約1分9秒のみだという。茶屋町の本社にある予備送信所を使用して代替放送したが、出力が1kWなため電波は大阪市内と北摂地域周辺にしか届かなかったと見られる。放送エリアである近畿地方の大半で「聞こえていなかったと思われる」とMBSは説明した[1]。なお、ワイドFMによるFM補完中継局からの放送や、radikoでの同時配信は通常どおり実施された。

## 毎日放送高石太陽光発電所
地球環境保護、電力供給不安の解消、社会への貢献を目的に、2013年10月1日から20年間の予定で運営。毎日放送では、この発電所の完成を機に、在阪の放送局では初めて太陽光発電事業に乗り出した。
送信所敷地（約4万3000平方メートル）のうち、公園・店舗などの敷地を除く送信アンテナの基部（半径70メートル、約1万5000平方メートル）に、電気興業の施工でパナソニック製の太陽光パネル2884枚を設置した。
実効出力は600kwで、年間発電量は約70万kwh。一般家庭約190世帯分の年間使用量に相当する電力を生み出せることから、売電方式で発電全量を関西電力に販売する。

## 周辺施設
- 電波塔と国道26号の間に「KAMO DOR' MBS」と名付けられた商業スペースがあり、ケンタッキーフライドチキン、びっくりドンキーなどが営業している。カモドールMBSという呼び名で、大気汚染物質の測定も行われている。
- 国道26号
- 商業施設
- 朝日放送ラジオ高石送信所

## 送信所工事に伴う、放送への影響
- 2007年1月8日から2月11日にかけて、送信所の大幅な工事があったため、夜間の大半の番組が休止された。